# Bonneville (Somme)
Bonneville település Franciaországban, Somme megyében. Lakosainak száma 331 fő (2022. január 1.). Bonneville Canaples, Candas, Fieffes-Montrelet és Naours községekkel határos.

## Népesség
A település népességének változása:
| Lakosok száma | 335  | 328  | 338  | 331  | 333  | 337  | 337  | 336  | 331  |
|               | 2013 | 2015 | 2016 | 2017 | 2018 | 2019 | 2020 | 2021 | 2022 |